# Apothekergarten

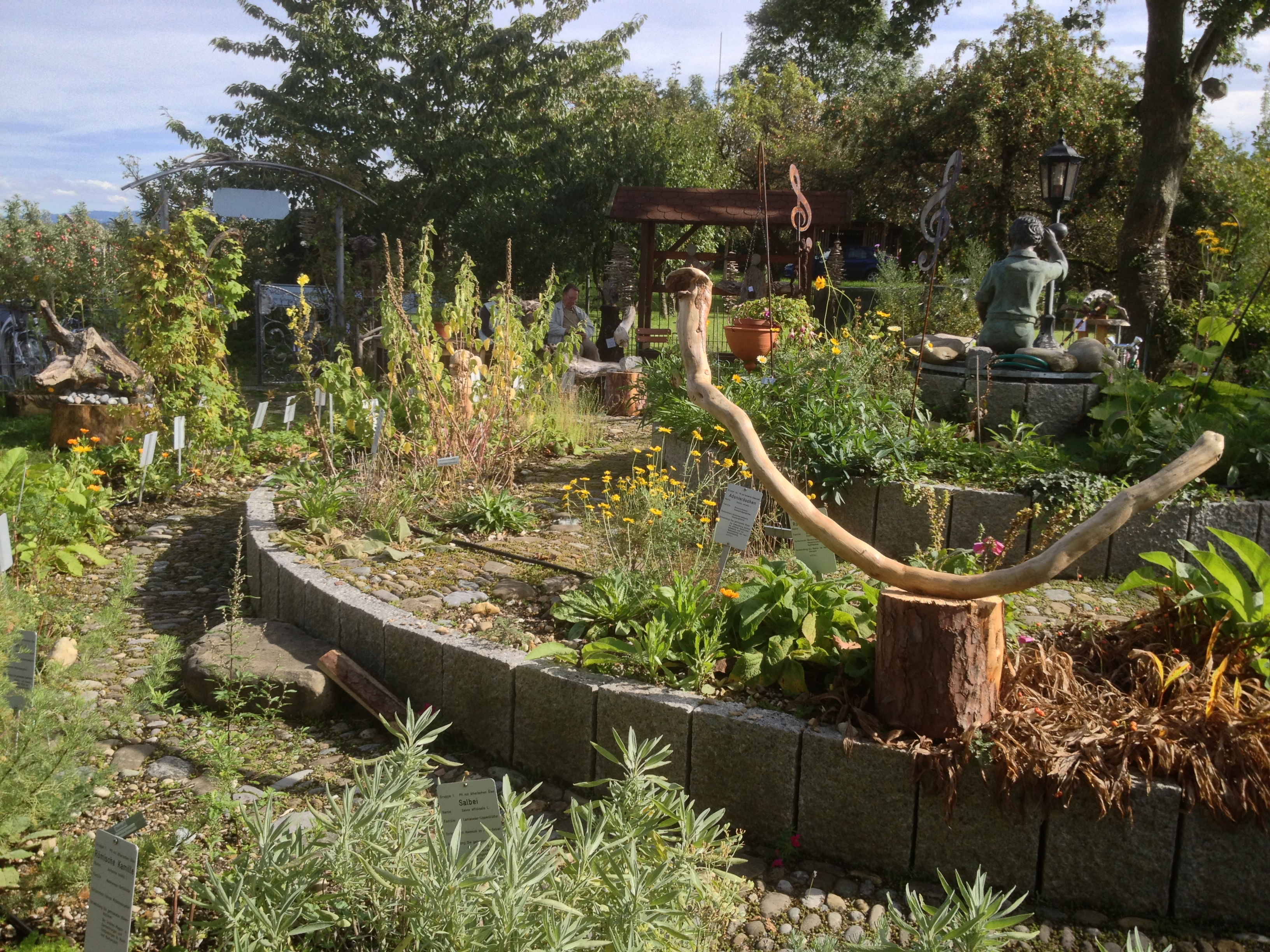
Apothekergarten auf dem Nunzenberg (Kressbronn am Bodensee)

Ein Apothekergarten (auch Arzneigarten, Arzneipflanzengarten, Medizinischer Garten, Heilpflanzengarten, lateinisch hortus medicus) ist ein Kräutergarten, in dem sich Heil- und Giftpflanzen, aber auch Gewürzpflanzen befinden können, die als Drogen zur Herstellung von Arzneimitteln dienen.

## Geschichte
Der Apothekergarten geht auf die Klostergärten des Mittelalters zurück, in denen Pflanzen auch zu medizinischen Zwecken angebaut wurden. Über einen Kräutergarten hinausgehend enthielt der mittelalterliche Arzneigarten auch neben den typischen Arzneipflanzen weitere Pflanzen, denen medizinische Wirkungen zugesprochen wurden (zum Beispiel Sellerie, Lupinen und Spinat), und auch geschmackgebende und (als „Salsamenta“) würzende Pflanzen und Kräuter (etwa Dill, Knoblauch, Majoran, Raute und Salbei). Seit dem 16. Jahrhundert wurden sie auch von Apothekern angelegt, so beispielsweise 1539 von Johannes Ralla in Leipzig und 1540 in der Freien Reichsstadt Nürnberg vom Besitzer der Apotheke Zum weißen Schwan, Georg Öllinger. Dieser belieferte auch die Botaniker Hieronymus Bock und Otto Brunfels mit seltenen Pflanzen aus eigener Zucht. Ebenfalls in Nürnberg entstand 1613 der Hortus Eystettensis durch Basilius Besler als erstes botanisches Werk eines Apothekers. Besler hatte zuvor den verwilderten Garten des Arztes Camerarius wiederhergestellt und den Bestand aufgezeichnet. Ende des 16. Jahrhunderts besaß auch die Ratsapotheke in Hannover zwei Gärten, die so groß waren, dass ab dem 17. Jahrhundert mehrere Gärtner dort fest beschäftigt wurden. Während des Barocks wurde das Anlegen solcher Gärten regelrecht zur Marotte, die aber auch dem ernsthaften Studium der Botanik diente. Beispiele für damals angebaute, aber heute teils nicht mehr verwendete Heilpflanzen sind Rittersporn, Akelei, Mohn, Schwertlilie und die Weiße Lilie. Zu dieser Zeit entstanden auch botanische Gärten in Berlin und Halle, die als Mustergarten für praktische Medizin bzw. Arzneigarten angelegt wurden. Der Garten in Halle erlangte durch Kurt Sprengel Bekanntheit in ganz Europa.
Aber auch Klöster beherbergten reine Apothekergärten, was im Falle der Abtei Seligenstadt durch einen Kupferstich von Johann Stridbeck aus dem Jahre 1712 belegt ist. Abt Peter IV. gründete dort im frühen 18. Jahrhundert eine Klosterapotheke, die der Versorgung der gesamten Umgebung diente. Eine historische Apotheke und der Garten mit etwa 200 Heilpflanzen, sortiert nach Anwendungsgebieten, sind heute wieder öffentlich zugänglich. Nach kurzer Blüte verschwanden solche Klosterapotheken aber im Zuge der Säkularisation ab 1803 sehr schnell wieder.

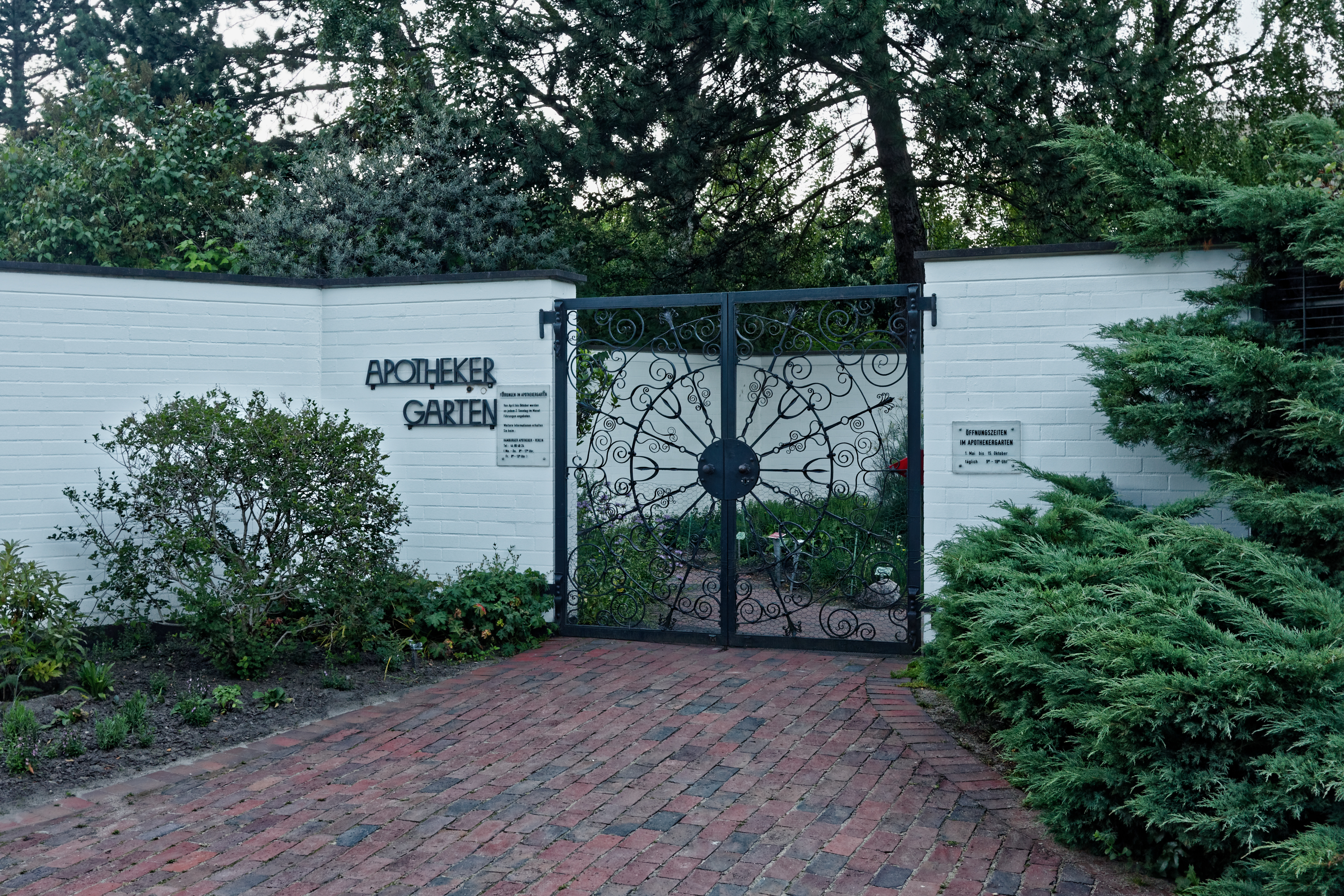
Eingang zum Apothekergarten in Planten un Blomen, Hamburg

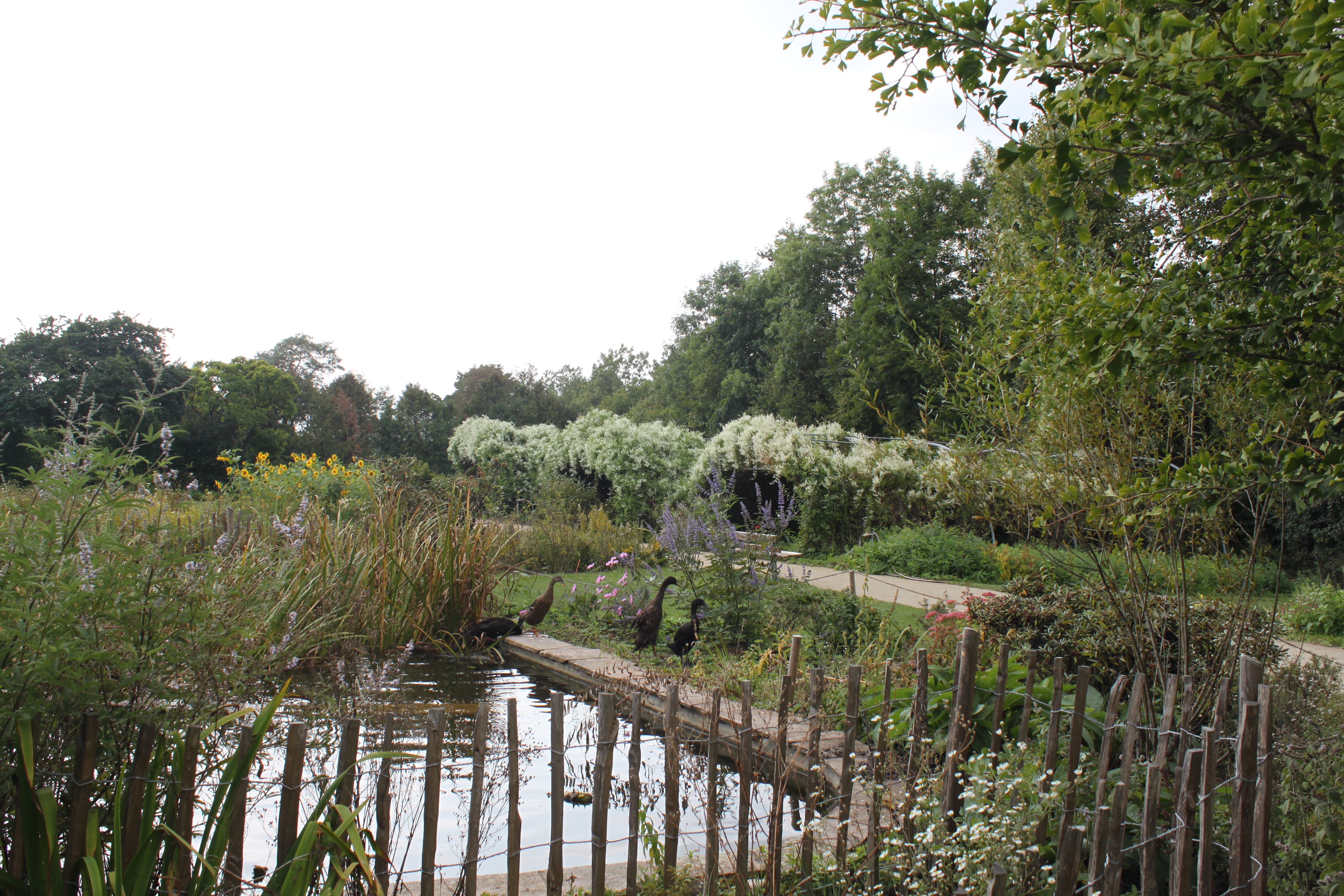
Heilpflanzengarten der Weleda AG, Schwäbisch Gmünd

Manche Apotheker unterhalten weiterhin Apothekergärten, beispielsweise als Lehrgarten für Auszubildende, Praktikanten und Laien. Außerdem gibt es Apothekergärten als Bestandteil Botanischer Gärten, öffentlicher und privater Grünanlagen und in Museen wie dem LWL-Freilichtmuseum Detmold und dem Stadtmuseum Wendlingen am Neckar. Auch das Unternehmen Weleda bewirtschaftet sieben Apothekergärten weltweit. Am Standort Schwäbisch Gmünd befindet sich mit 23 ha Fläche der größte Heilpflanzengarten Europas, in dem über 2.000 Pflanzenarten wachsen.
Die Anlage und der Betrieb von ungefähr 20 Apothekergärten wurde seit mehreren Jahren vom Unternehmen Klosterfrau Healthcare Group deutschlandweit gefördert, um die angeblich besonders heilkräftige „Klostermelisse“ und den daraus produzierten hochprozentigen Klosterfrau Melissengeist zu bewerben. Dabei handelt es sich bei der Klostermelisse in Wirklichkeit um eine gewöhnliche Zitronenmelisse, die in jedem Supermarkt als Gewürzkraut erhältlich ist.